# HTC Vive
Vive són unes ulleres de realitat virtual fabricades per HTC i Valve. El dispositiu està dissenyat per utilitzar l'espai en una habitació i submergir-se en un món virtual en el qual es permet a l'usuari caminar i utilitzar controladors per interactuar amb objectes virtuals. Va ser revelat durant el Mobile World Congress, al març de 2015, i durant el CES 2016, Vive va guanyar més de 22 premis.

## Desenvolupament
En 2014 es van mostrar prototips d'un sistema de realitat virtual produït per l'empresa Valve. El 23 de febrer de 2015 es va anunciar que s'ensenyaria durant la Game Developers Corference d'aquest any un sistema de hardware de SteamVR. Més tard, l'1 de març de 2015, HTC va revelar oficialment el Vive. Abans de la versió per a consumidors es va fabricar el Vive PRE, que va ser gratuït per a alguns desenvolupadors de videojocs.
El 29 de febrer de 2016 es van obrir les comandes online pel Vibe, que serien lliurats a l'abril d'aquest any, amb un preu de venda de 777 $ a EUA i 899 € en la UE, més despeses d'enviament.

## Especificacions tècniques
HTC afirma que el Vive té una freqüència d'actualització de 90 Hz. El dispositiu utilitza dues pantalles, una per a cada ull, cadascuna amb una resolució de 1080x1200. Utilitza més de 70 sensors, incloent un giroscopi MEMS, acceleròmetres i sensors làser, i està fet per funcionar en una àrea de seguiment de 4.6 metres per 4.6 metres, tenint una precisió de menys d'un mil·límetre. El sistema de seguiment, anomenat Lighthouse, va ser dissenyat per Alan Yates i utilitza fotosensors per al seguiment dels objectes; per evitar problemes d'oclusió el Vive combina dos Lighthouse que escombren tot un espai amb làsers de llum estructurada.
La càmera frontal permet detectar qualsevol objecte, estàtic o en moviment, en una àrea; Està funció serveix també com a sistema de seguretat, mostrant el món real per evitar que els usuaris xoquin amb objectes.

## Jocs
De moment se sap d'un total de 107 títols que estaran disponibles pel HTC Vive, tres d'ells (Job Simulator, Fantastic Contraption i Tilt Brush) inclosos gratuïtament amb la compra d'un Vive.

## Adopció

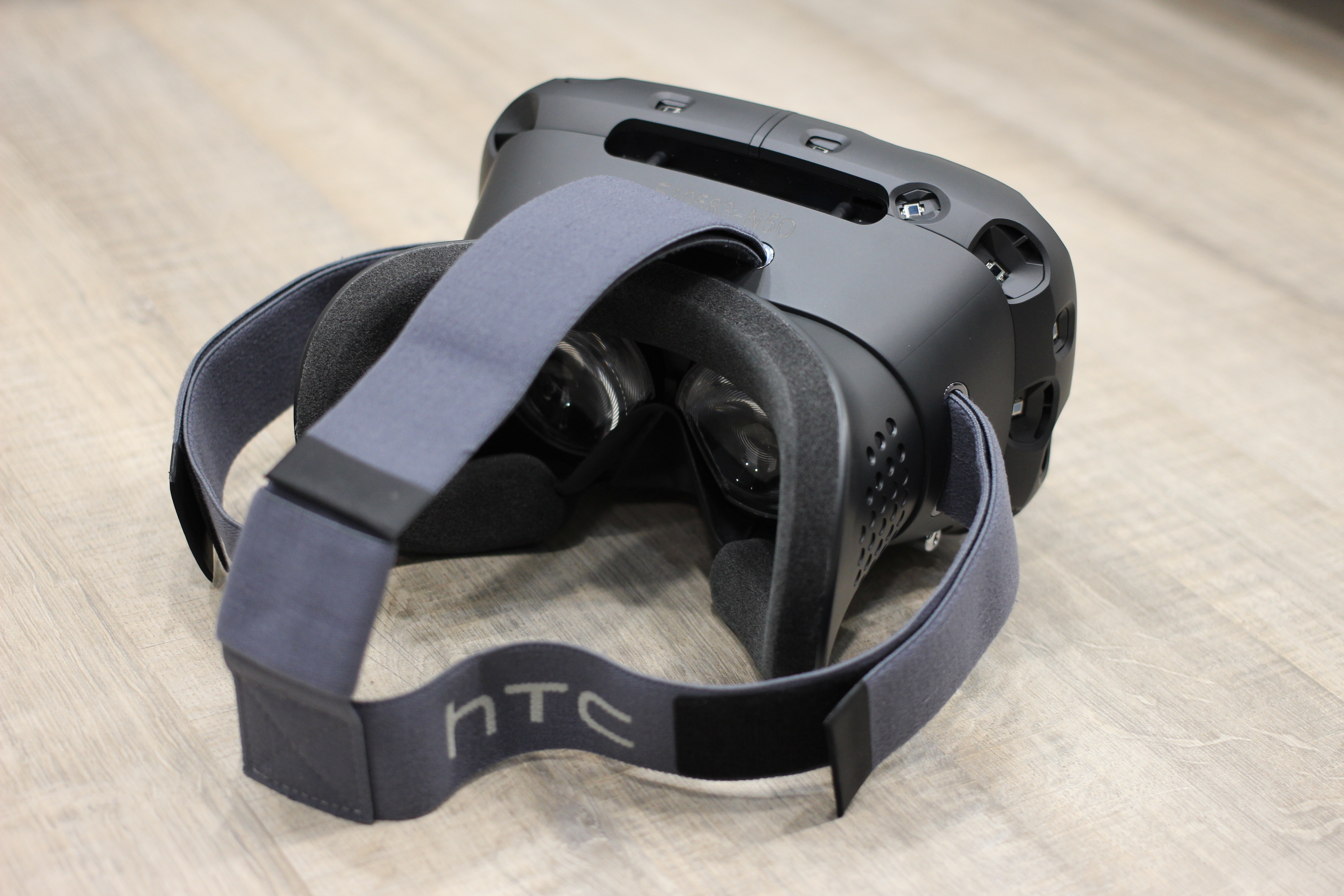
Un Viu PRE per a desenvolupadors.

Valve dona molta importància tant als desenvolupadors independents com al contingut creat per usuaris, i HTC té una política oberta amb els creadors independents, que contribueixen a tota la comunitat de la realitat virtual, fet que impulsa l'adopció dels cascos. El Vive té l'avantatge de poder ser utilitzat assegut i dempeus, ampliant-se els seus usos potencials per a educació, disseny o entrenament per a pilots.
El 30 d'abril de 2015 Epic Games va anunciar suport per SteamVR, permetent als desenvolupadors crear projectes amb Unreal Engine 4 pel HTC Vive. Van declarar que SteamVR està totalment integrat en Unreal Engine 4 amb codi natiu, i per punt es podrien construir projectes sense necessitat de dependre d'un desenvolupador.
Per part dels consumidors s'espera una adopció lenta però sòlida, com amb la resta de dispositius de realitat virtual, a causa dels alts preus de la primera versió per al públic. No obstant això, en els 10 primers minuts de comandes en línia es van vendre més de 15 000 unitats, una bona xifra per a una tecnologia naixent.